# Каштановый человечек
«Каштановый человечек» (дат. Kastanjemanden) — датский детективный мини-сериал, премьера которого состоялась на Netflix 29 сентября 2021 года. Создателями сериала, основанного на одноимённой книге Сорена Свейструпа, выступили Дорте Варнё Хаг, Давид Сандройтер и Миккель Серуп.  Даница Чурчич  и Миккель Бё Фёльсгор сыграли главные роли детективов полиции Найи Тулин и Марка Хесса, расследующих убийства нескольких женщин, которые объединяют фигурки каштановых человечков, оставленных на месте преступления.

## Синопсис
На месте жестокого убийства полиция обнаруживает фигурку каштанового человечка. С помощью этой жутковатой улики два детектива пытаются найти убийцу, причастного к пропаже дочери политика.

## Актёры и персонажи

### В главных ролях
- Даница Чурчич — Найя Тулин, следователь полиции Копенгагена
- Миккель Бё Фёльсгор[англ.] — Марк Хесс, следователь из Европола, который временно вернулся в Копенгаген
- Давид Денсик — Симон Генц, главный судмедэксперт полиции Копенгагена
- Ибен Дорнер — Роза Хартунг, датский министр социальных дел, у которой год назад пропала дочь Кристина
- Эсбен Дальгор Андерсен[дат.] — Стин Хартунг, муж Розы Хартунг
- Ларс Ранте — Нюландер, начальник Найи Тулин

### Второстепенный состав
- Лива Форсберг — Ле Тулин, дочь Найи Тулин
- Луи Несс-Шмидт — Густав Хартунг, сын Розы Хартунг
- Андерс Хоув — Аксель, приёмный отец Найи Тулин
- Али Казим — Неру, сторож в жилом комплексе, где живёт Марк Хесс
- Мортен Бровн — Фредерик Фогель, советник Розы Хартунг
- Мари-Лиди Мелоно Нокуда — Лив Кристиансен, секретарша Розы Хартунг
- Андерс Нюборг — детектив Абильдгор, коллега Найи Тулин и Марка Хесса
- Кристиан Хёг Джеппесен — Ингельс, секретарь Розы Хартунг
- Ариан Кашеф — Якоб Расули, водитель Розы Хартунг
- Олаф Хойгаард — детектив Тим Янсен, который допрашивал Линуса Беккера по делу о пропаже Кристины Хартунг
- Кристиан Джеллеруп Кох — заместитель помощника комиссара Даль
- Фадиме Туран — полицейский ИТ-специалист
- Эллиотт Кроссет Хоув — Линус Беккер, осуждённый за убийство Кристины Хартунг
- Николай Даль Гамильтон — Ханс Хенрик Хауге, жених Лауры Кьер.
- Симона Ликке — Бенедикта Сканс, сообщница Якоба Расули
- Йеспер Оле Фейт Андерсен — помощник Нюландера
- Каспер Лейснер — Себастьян, бойфренд Найи

## Эпизоды
| № | Название                      | Режиссёр      | Автор сценария                                                                            | Дата премьеры    |
| --- | ----------------------------- | ------------- | ----------------------------------------------------------------------------------------- | ---------------- |
| 1 | «Первая серия» «Episode 1»    | Каспер Барфод | Дорте Варнё Хег, Давид Сандрёйтер, Сорен Свейструп, Кристоффер Орнфельт, Эльзебет Нильсен | 29 сентября 2021 |
| В 1987 году на острове Мён полицейский Мариуш Ларсен проводит осмотр фермы семьи Орум, где обнаруживает троих убитых членов семьи. В живых он находит только двух приёмных детей Орума, мальчика и девочку. В подвале, украшенном многочисленными фигурками каштановых человечков, Мариуша убивает неизвестный нападавший. В наши дни в Копенгагене следователь Найя Тулин и следователь Европола Марк Хесс расследуют убийство помощницы стоматолога Лауры Кьер на детской площадке; рядом с телом на месте преступления был оставлен каштановый человечек. Министр социальных дел Роза Хартунг возвращается на работу из отпуска, взятого после исчезновения её дочери Кристины. Нюландер, начальник Тулин, просит собрать улики против жениха Кьер, Ханса Хенрика Хауге, подозреваемого в убийстве, а на каштановом человечке обнаруживаются отпечатки пальцев Кристины. Тулин и Хесс узнают, что Кристина со своей подругой Матильдой продавала каштановых человечков на улице. |                               |               |                                                                                           |                  |
| 2 | «Вторая серия» «Episode 2»    | Каспер Барфод | Дорте Варнё Хег, Давид Сандрёйтер, Сорен Свейструп, Кристоффер Орнфельт                   | 29 сентября 2021 |
| Хесс решает возобновить дело Кристины Хартунг и привлекает к этому расследованию Тулин и судмедэксперта Генца. Роза Хартунг обсуждает с лидером оппозиции Гертом Букке предстоящий государственный бюджет и увеличение финансирования социальной сферы. Она также даёт интервью на телевидении, продвигая новую социальную политику, и в итоге убеждает Букке поддержать её. Тулин допрашивает предполагаемого убийцу Кристины, Линуса Беккера, который хорошо помнит про убийство, но отказывается сообщить, где спрятано тело. Полиция арестовывает Эрика Сейер-Лассена после того, как с его телефона на телефон Лауры Кьер было отправлено голосовое сообщение. На Анну, жену Эрика, нападает убийца перед самым приездом полиции. Анну находят в лесу повешенной вверх ногами и с отрезанными кистями руками. На служебной машине Хартунг неизвестный пишет красной краской слово «убийца», после чего министр соглашается нанять телохранителей. Нюландер с неохотой сообщает Хартунгам о найденных отпечатках пальцев Кристины, но заявляет, что нет никаких улик, указывающих на то, что девочка жива. Хесс и Тулин вновь посещают дом Кьер, и Хесс обнаруживает загадочные рисунки, оставленные её сыном Магнусом. Хесс спускается в подвал, где на него нападает неизвестный и запирает его. Нападавший оказывается Хансом Хенриком Хауге, которого Тулин заставляет освободить Хесса, однако Хауге удаётся сбежать. |                               |               |                                                                                           |                  |
| 3 | «Третья серия» «Episode 3»    | Каспер Барфод | Дорте Варнё Хёг, Давид Сандрёйтер, Сорен Свейструп, Кристоффер Орнфельт                   | 29 сентября 2021 |
| Тулин и Хесс приходят в себя после нападения Хауге, а полиция изучает его компьютер, где обнаруживает видеозаписи, на которых он домогается Магнуса. Несмотря на возражения Розы, её муж Стин Хартунг решает снова заняться делом Кристины. Он даёт интервью в прямом телеэфире и выражает надежду, что Кристина может быть жива. Тулин и Хесс предъявляют Эрику Сейер-Лассену доказательства жестокого обращения с его дочерьми. Тулин и Хесс узнают, что в социальную службу поступали анонимные жалобы на Кьер и Сейер-Лассен, и приходят к выводу, что следующей жертвой может стать Йесси Квиум, на которую также поступила схожая жалоба. Они начинают операцию по поимке убийцы, но вместо него ловят Николая Мёллера, родителя из школы дочери Квиум, с которым она ранее занималась сексом на парковке. Мёллер рассказывает, что его шантажировали с помощью видео, предположительно присланными убийцей. Пока Квиум находится под охраной на конспиративной квартире, сторожащий её полицейский Рикс отвлекается на сработавшую автомобильную сигнализацию, и Квиум выходит из дома вслед за ним. Тулин, Хесс, Нюландер и остальные члены группы прибывают на конспиративную квартиру и находят в лесу изуродованный труп Йесси. |                               |               |                                                                                           |                  |
| 4 | «Четвёртая серия» «Episode 4» | Миккель Серуп | Дорте Варнё Хёг, Давид Сандрёйтер, Сорен Свейструп, Кристоффер Орнфельт                   | 29 сентября 2021 |
| Хесс просматривает старую оперативную видеосъёмку с места пропажи Кристины Хартунг, где замечает ещё одного каштанового человечка. Роза Хартунг меняет своё отношение к Стину и начинает верить, что Кристина может быть жива. Тулин и Хесс снова допрашивают Линуса Беккера после того, как на кадрах с места пропажи девочки видно, что он стоит в толпе, хотя сам Линус утверждал, что в это время избавлялся от тела Кристины. Утверждения Беккера о причастности к этому делу оказываются несостоятельными, но он даёт понять, что знает, кто убийца, но отказывается сказать об этом детективам. Нюландер разрешает Тулин и Хессу допросить Розу Хартунг, и они просят у неё старые дела об изъятии детей из семей, которыми она занималась во время своей работы. Министр вспоминает о медсестре Бенедикте Сканс, у которой органы опеки забрали ребёнка, и впоследствии он скончался в больнице. Выясняется, что Сканс и шофёр Хартунг Якоб Расули похитили Густава Хартунга из чувства мести к министру. Их фургон в конце концов находят, но Сканс и Расули мертвы, а Густав цел и невредим. Хесс сомневается в том, что Сканс убила Расули, а затем перерезала себе горло. Тулин осматривает сторожку в заброшенном цеху, где жила Сканс, и обнаруживает в холодильнике отрезанные конечности жертв преступлений.                                                                                                   |                               |               |                                                                                           |                  |
| 5 | «Пятая серия» «Episode 5»     | Миккель Серуп | Дорте Варнё Хёг, Давид Сандрёйтер, Сорен Свейструп, Кристоффер Орнфельт                   | 29 сентября 2021 |
| В 1985 году приёмные родители сообщают юной Розе, что они планируют усыновить Токе и Астрид Берингов, близнецов, с которыми она играла и делала каштановых человечков. Роза этому не рада и врёт приёмной матери о том, что Токе домогался её. В настоящем времени Тулин и Хесс готовятся к переходу на новое место работы. Хессу присылают фотографии с места преступления из дома Орума, и он откладывает вылет в Бухарест. Вместо этого отправляется на остров Мён, чтобы поговорить со следователем по делу Орума Йоном Бринком. Тот показывает ему архивные кадры с места преступления и выясняется, что близнецы Беринг жили на ферме после того, как от них оказалась предыдущая приёмная семья Петерсенов с дочерью Розой. Хартунг по поручению премьер-министра отправляется в трёхмесячный отпуск и обнаруживает у себя дома несколько каштановых человечков. Она получает SMS от убийцы, который назначает ей встречу, чтобы сообщить, где находится её дочь. Тулин и Генц изучают различные виды каштанов, которые были оставлены на местах преступлений, и приходят к выводу, что два из них отличаются от первого. Хесс и Бринк навещают сестру Бринка, в доме которого Хесс обнаруживает старую школьную фотографию с близнецами Берингами. К своему немалому удивлению он понимает, что Генц на самом деле является Токе Берингом.                                                                             |                               |               |                                                                                           |                  |
| 6 | «Шестая серия» «Episode 6»    | Миккель Серуп | Дорте Варнё Хёг, Давид Сандрёйтер, Сорен Свейструп, Кристоффер Орнфельт                   | 29 сентября 2021 |
| Тулин и Генц приезжают на заброшенную ферму, где Тулин обнаруживает улики, обличающие убийцу. Генц признаётся, что он и есть убийца, и берёт её в заложники до того, как она успевает его арестовать. Нюландер проводит обыск в квартире Генца и находит фотографию девочки рядом с каштановым деревом, а также видеозапись из коттеджа, в котором на столе лежат газеты на немецком языке. На ферму приезжает Хартунг, и Генц заставляет её делать каштановых человечков с Тулин. Хартунг хочет увидеть Кристину, но Генц отказывается и протыкает ей руку шилом. Хесс определяет местонахождение Генца, увидев у дороги каштановое дерево с фотографии. Генц связывает Хартунг и начинает пилой отрезать ей кисть, но ему мешает появившийся Хесс. Генц нападает на Хесса и избивает его. Затем убийца обливает дом бензином и поджигает. Тулин убегает, но её ловит Генц. Хесс освобождает Хартунг и заматывает ей руку скотчем, после чего они спасаются через подвальное окно. Генц увозит Тулин на машине; им преграждает дорогу Хесс. Генц намеревается переехать Хесса, но Тулин перехватывает руль, и автомобиль врезается в дерево. Генц получает смертельное ранение, напоровшись на сук. Полиция выслеживает сестру-близнеца Генца Астрид, проживающую в Германии. Вместе с немецкой полицией они арестовывают Астрид как сообщницу и находят Кристину живой и невредимой. Линуса Беккера выпускают из тюрьмы.     |                               |               |                                                                                           |                  |

## Оценка критиков
«Каштановый человечек» получил в целом положительные отзывы критиков и на сайте Rotten Tomatoes имеет рейтинг 100 % со средней оценкой 9 из 10 на основе семи рецензий.